# М'ясо механічного обвалювання

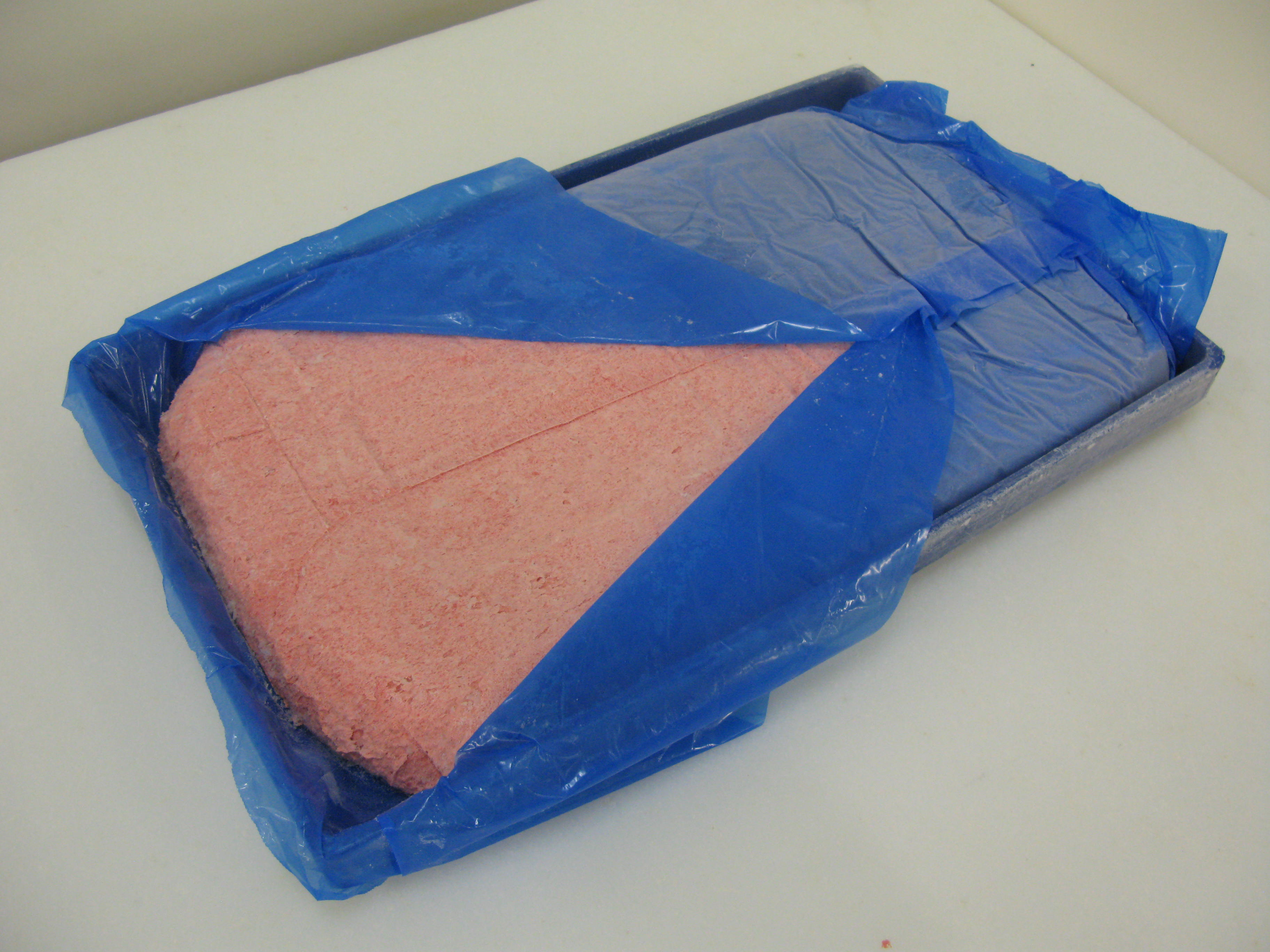
М'ясо механічного обвалювання (ММО)

М'ясо механічного обвалювання (ММО) (англ. mechanically deboned meat, MDM) — м'ясо що пройшло процес обвалювання у м'ясо-кістковому сепараторі. Сепаратори подрібнюють кістки разом з м'ясом, розділяючи потім на тверді і м'які складові. На виході з механічного обвалювальника отримують напівсуху кісткову масу і масу м'яких з'єднань у вигляді тонкодисперсного фаршу. При цій технології обвалювання в фарш потрапляє не тільки м'ясо, але також жир, шкіра, сухожилля, сполучні тканини, частина кісткової маси (її вміст регламентується). Такий фарш, готовий до використання в м'ясовиробництві відразу після обвалювання.

## Історія

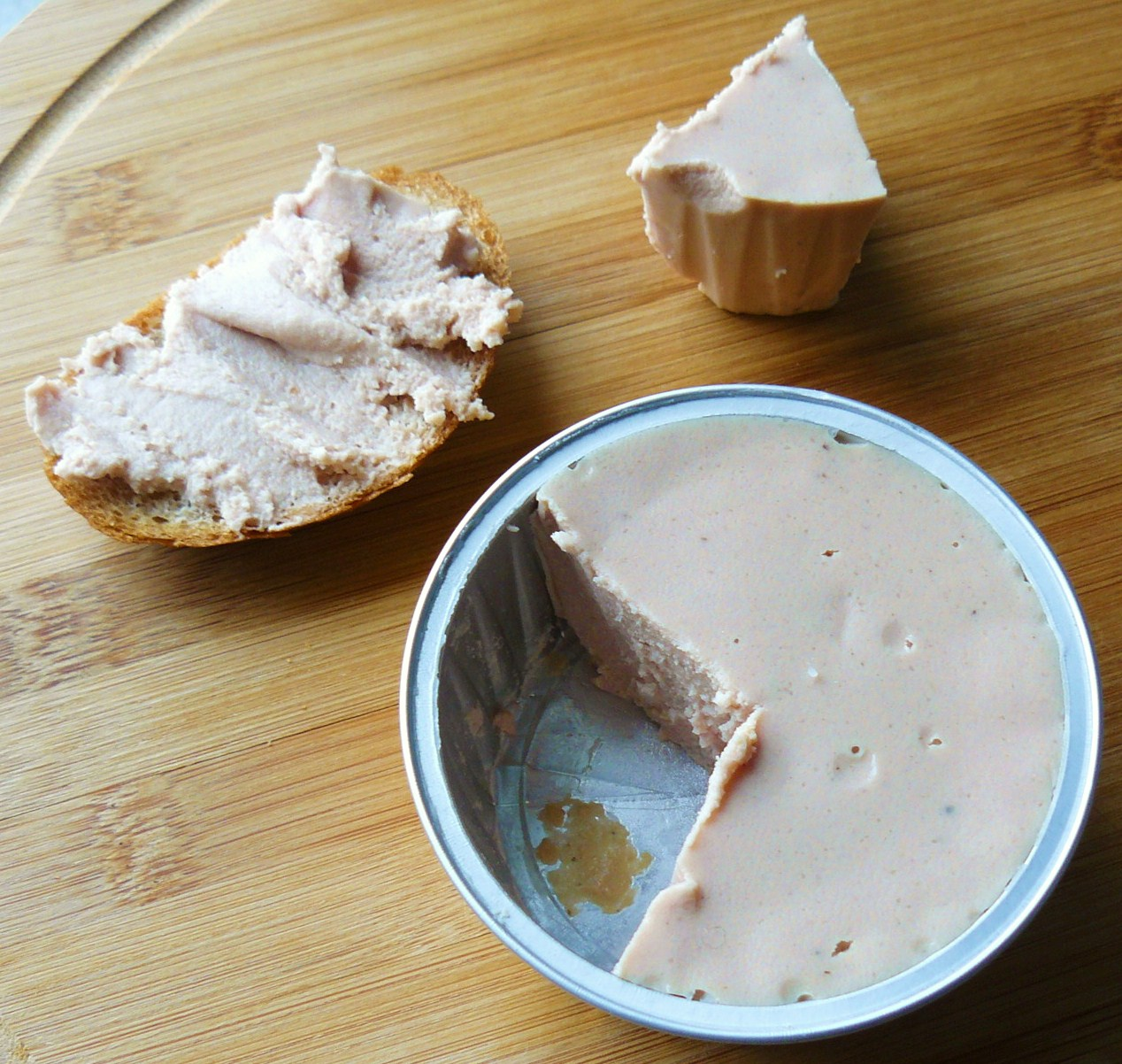
М'ясо механічного обвалювання (ММО) у готовому продукті

Технологія механічного обвалювання м'яса почала застосовуватись у 1950-х роках, аби мінімізувати відходи. Така технологія зародилася в країнах, де сільське господарство не було автоматизовано, а м'яса ручної обробки не вистачало для забезпечення споживчої потреби. Запровадив такий метод обробки Тодд Мудрі. Це дозволило виробникам використовувати менш дорогу сировину і, в свою чергу, пропонувати продукцію населенню за нижчу ціну. Протягом 1970-х років механічні методи обвалювання м'яса стали поширеними в більшості країн світу. Запровадження даної технології дозволило максимізувати прибутки м'ясних компаній.
У 50-х роках м'ясо механічної обвалювання здебільшого використовувалося як сировина для виробництва сосисок. Сьогодні більшість сосисок, напівфабрикатів, котлет для бургерів та ковбасних виробів містять у складі ММО.

## Безпека та регулювання
У 1980-х роках постало питання безпеки застосування м'яса механічного обвалювання у харчовій промисловості. У 1982 році у звіті, що опублікувала Служба безпеки та перевірки харчових продуктів США (FSIS) про використання м'яса механічного обвалювання, зазначено, що його застосування безпечне, та встановлені норми у складі продукції за її типами. Ці обмеження були обґрунтовані тим, що виробники не зазначали на упаковках вміст ММО, а вказували тільки м'ясо. Тож за даним звітом на етикетці продукту має бути зазначений вміст м'яса механічної обробки у складі продукту. Сосиски можуть містити не більше 20 % ММО.
Причиною створення більш жорстких умов для застосування у продукції м‘яса механічного обвалювання у Великій Британії в 1986 році, стала епідемія губчастої енцефалопатії (коров'ячий сказ). Оскільки у ММО міститься спинний мозок, який і є носієм вірусу, тож споживачі продукції, у складі якої міститься м'ясо механічного обвалювання, мали вищий ризик стати носієм вірусу коров'ячого сказу. У зв'язку з цим у 1989 році Велика Британія обмежила вміст спинного мозку у готовій продукції. У 2001 році уряд Великої Британії заборонив продаж продуктів харчування, що містять ММО яловичини, як запобіжний засіб розповсюдження губчастої енцефалопатії.
Подібні правила Міністерства сільського господарства США (USDA) набули чинності 4 листопада 1996 року та були згодом оновлені, з поправкою: Згідно постанові FSIS від 2004 року, з метою захисту споживачів від зараження та розповсюдження губчастої енцефалопатії, ММО яловичини заборонено використовувати у складі продукції харчової промисловості.

## ММО в Україні
ММО — вигідно для виробника, його використання здешевлює сосиски в кілька разів. При цьому використання ММО досить небезпечно для споживача — починаючи від харчової цінності і закінчуючи вірогідними травмами кишечника залишками кісток. Важливо знати, що у кістках тварин та птахів осідають небезпечні хвороби та шкідливі речовини, які разом з готовим продуктом потрапляють у організм людини, та не виводяться, у ММО потрапляють шматочки кісток до 0,5 мм, рідше до 0,75 мм.
В Україні ММО тоннами завозять з європейських країн.[джерело?]
Використовувати таку сировину в Україні дозволено, так як ДСТУ, що регламентує якість харчових продуктів, носить рекомендаційний характер та не є обов'язковим до впровадження на виробництві.
Першими в Україні, хто відмовився від продукції, що містить ММО були АЗК, які почали реалізовувати на своїх фуд зонах хот-доги з сосисками Mr.Grill виробленими виключно із м'яса без додавання  ММО та шкідливих компонентів, через високі вимоги до якості харчових продуктів на транспортних шляхах в усьому світі.[джерело?]